# Ashraf Ghani
Mohammad Ashraf Ghani Ahmadzai (pashtu: اشرف غني احمدزی, dari: اشرف غنی احمدزی; Lowgar, 19 maggio 1949) è un politico ed economista afghano, Presidente della Repubblica Islamica dell'Afghanistan dal 29 settembre 2014 al 15 agosto 2021, quando il suo governo venne rovesciato dai talebani.
Come presidente, Ghani era noto per la sua intensità e i suoi discorsi energici. Mirava a trasformare l'Afghanistan in uno stato tecnocratico, ottenendo il sostegno dei giovani e della popolazione urbana. Si è adoperato per fare pace con i ribelli talebani e migliorare le relazioni con il Pakistan. Tuttavia molte delle sue promesse, come la lotta alla corruzione e la trasformazione del paese in un hub commerciale tra l'Asia centrale e meridionale, rimasero inadempiute. La sua posizione fu indebolita anche dalle rivalità politiche, dal suo tentativo di diminuire il potere degli ex signori della guerra, e da un rapporto difficile con gli Stati Uniti riguardo alla guerra. È stato anche criticato per il suo atteggiamento distaccato e irascibile, incluso il suo atteggiamento di negazione durante l'offensiva dei talebani nel 2021.
Il 15 agosto 2021, il suo mandato è terminato bruscamente, quando i talebani hanno preso il controllo di Kabul. Ghani e il suo staff sono fuggiti dall'Afghanistan e si sono rifugiati negli Emirati Arabi Uniti. Successivamente dichiarò di aver lasciato il paese per evitare ulteriori violenze, e che restare e morire non avrebbe fatto altro che aggiungere un'altra tragedia alla storia dell'Afghanistan. Ma molte persone lo vedono come il traditore nazionale per l'abbandono dell'Afghanistan ai talebani e per la corruzione dilagante sotto la sua amministrazione.

## Biografia
Ghani è nato nel 1949 nella provincia di Lowgar nel Regno dell'Afghanistan. Appartiene alla tribù Ahmadzai Pashtun.
Come scambio studentesco, Ghani frequentò la Lake Oswego High School a Lake Oswego, in Oregon, e si diplomò con la classe del 1967. Inizialmente voleva studiare legge, ma poi si iscrisse in antropologia culturale. Ghani ha frequentato l'American University di Beirut dove ha conseguito la laurea nel 1973 e, successivamente, ha frequentato la Columbia University, dove ha conseguito il master nel 1977 e un dottorato di ricerca nel 1983.
Dopo la laurea, Ghani ha fatto parte dell'Università di Kabul (1973-77) e dell'Università di Aarhus in Danimarca (1977). Dopo il dottorato di ricerca, ha insegnato all'Università di Berkeley nel 1983, e poi alla Johns Hopkins University dal 1983 al 1991. Ha anche frequentato il programma di formazione per la leadership della Harvard Business School. La sua ricerca accademica è stata sulla costruzione dello stato e sulla trasformazione sociale.

### Banca Mondiale
Ghani è entrato a far parte della Banca Mondiale nel 1991, lavorando a progetti in Asia orientale e meridionale durante la metà degli anni '90.
In seguito, una volta rientrato nel suo paese, Ghani è stato ministro delle Finanze durante la presidenza di Karzai ed è stato anche rettore dell'Università di Kabul.

## Presidente dell'Afghanistan

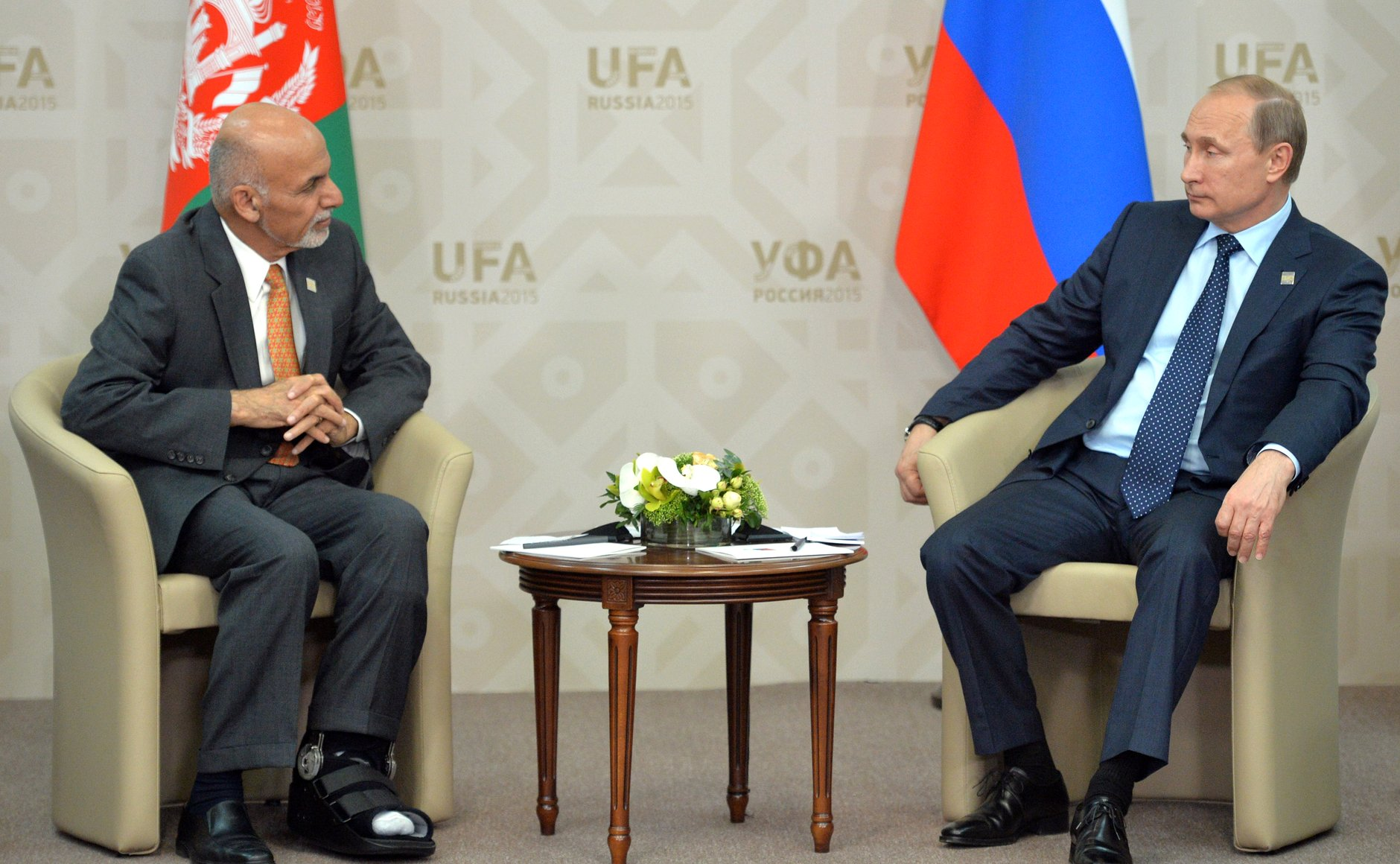
Ghani con il presidente russo Vladimir Putin Ufa, Russia, 2015

Ghani è arrivato quarto nelle elezioni presidenziali del 2009, alle spalle di Hamid Karzai, Abdullah Abdullah e Ramazan Bashardost. Si è nuovamente candidato nelle elezioni presidenziali 2014 e ha subito scelto il generale Abdul Rashid Dostum, un importante politico uzbeko ed ex ufficiale militare del governo di Karzai, e Sarwar Danish, di etnia Hazara che era stato ministro della giustizia nel gabinetto di Karzai, come suoi candidati alla vicepresidenza.
Nel primo turno Ghani arrivò secondo con il 31,5% dei voti, mentre lo sfidante Abdullah si assicurò il 45% dei voti. Dopo che nessuno dei candidati riuscì a superare il 50% dei voti, fu necessario il ballottaggio tenuto il 14 giugno 2014. Ma le accuse di brogli elettorali tra i due candidati, portarono a una situazione di stallo, insieme a minacce di violenza.

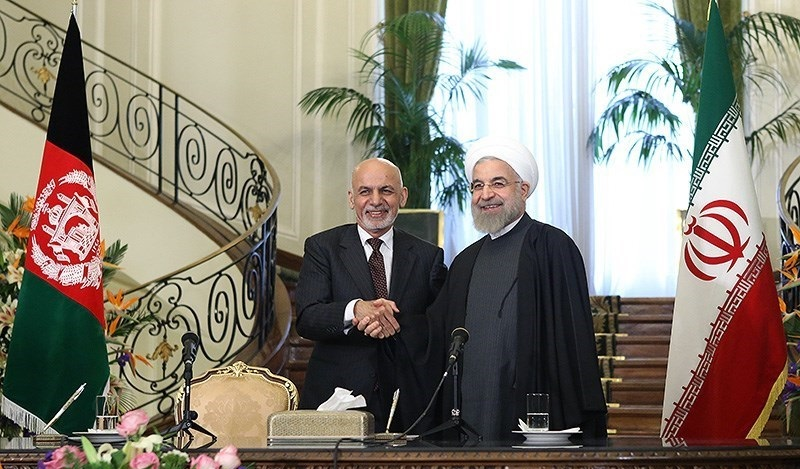
Ghani incontra il presidente iraniano iraniano Hassan Rouhani nel Palazzo di Saadabad

Così il 7 agosto 2014, il segretario di Stato americano John Kerry volò a Kabul per negoziare un accordo che prevedesse un'ampia revisione di quasi 8 milioni di voti e la formazione di un governo di unità nazionale con un nuovo ruolo per un amministratore delegato che avrebbe svolto funzioni significative all'interno dell'amministrazione presidenziale. Dopo un processo di audit durato tre mesi, che è stato supervisionato dalle Nazioni Unite con il sostegno finanziario del governo degli Stati Uniti, la Commissione elettorale indipendente annunciò Ghani come presidente dopo che lui aveva accettato un accordo di unità nazionale. Inizialmente, la commissione elettorale disse che non avrebbe comunicato formalmente risultati specifici. In seguito rilasciò una dichiarazione in cui affermava che Ghani aveva ottenuto il 55,4% e Abdullah Abdullah il 43,5% dei voti. Ashraf Ghani venne così riconosciuto come legittimo vincitore, diventando Presidente della Repubblica Islamica dell'Afghanistan.

### Economia e commercio
Durante il suo mandato, Ghani ha rafforzato i legami con i paesi dell'Asia centrale come l'Uzbekistan, con i quali ha stretto accordi per aumentare il commercio reciproco. Sono state lanciate anche nuove rotte commerciali all'interno della regione più ampia. Il porto di Chabahar in Iran consente di aumentare il commercio con l'India evitando il territorio pakistano. I piani per una linea ferroviaria da Khaf, in Iran, a Herat, in Afghanistan, sono stati avviati nel 2018, con la ferrovia completata nel 2020.

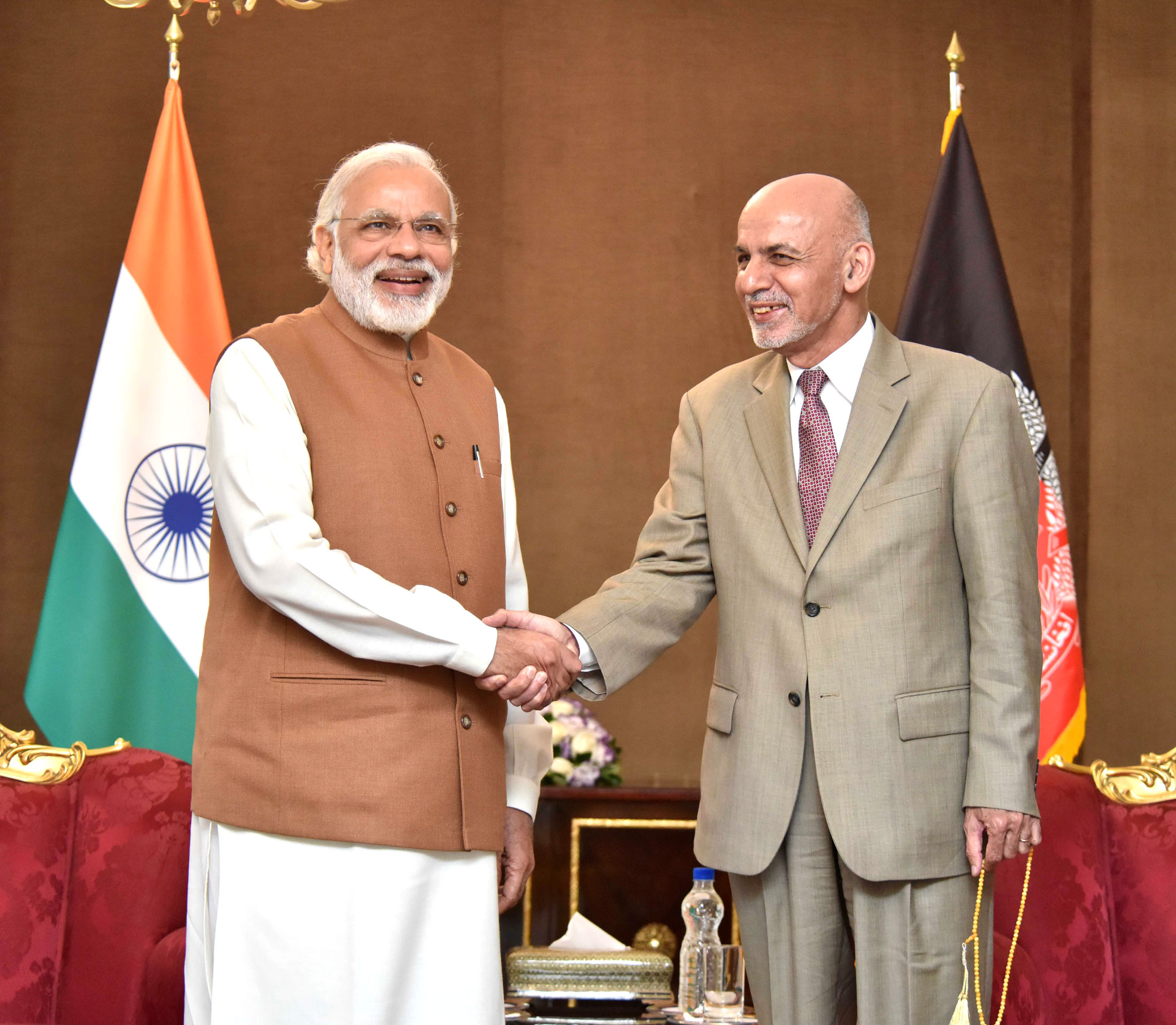
Ashraf Ghani con il primo ministro indiano Narendra Modi

Nel 2017, una linea ferroviaria dal Turkmenistan è stata estesa ad Aqina in Afghanistan, il precursore del corridoio di trasporto "Lapislazzuli" che è stato firmato da Ghani nello stesso anno e avrebbe collegato l'Afghanistan al Caucaso e al Mar Nero. Altri progetti regionali includono la trasmissione idroelettrica CASA-1000 dall'Asia centrale e il gasdotto TAPI. Nel gennaio 2018, in occasione dell'inaugurazione dell'impianto di fusione del ferro Khan Steel a Kabul, Ghani ha dichiarato di puntare a far diventare l'Afghanistan un esportatore di acciaio.
Nel 2015, un sondaggio condotto dal canale di notizie afghano TOLO News ha mostrato che la popolarità di Ashraf Ghani in Afghanistan era diminuita drasticamente, con solo il 27,5% degli intervistati che si dichiarava soddisfatto della sua leadership.

### Rapporti con i talebani

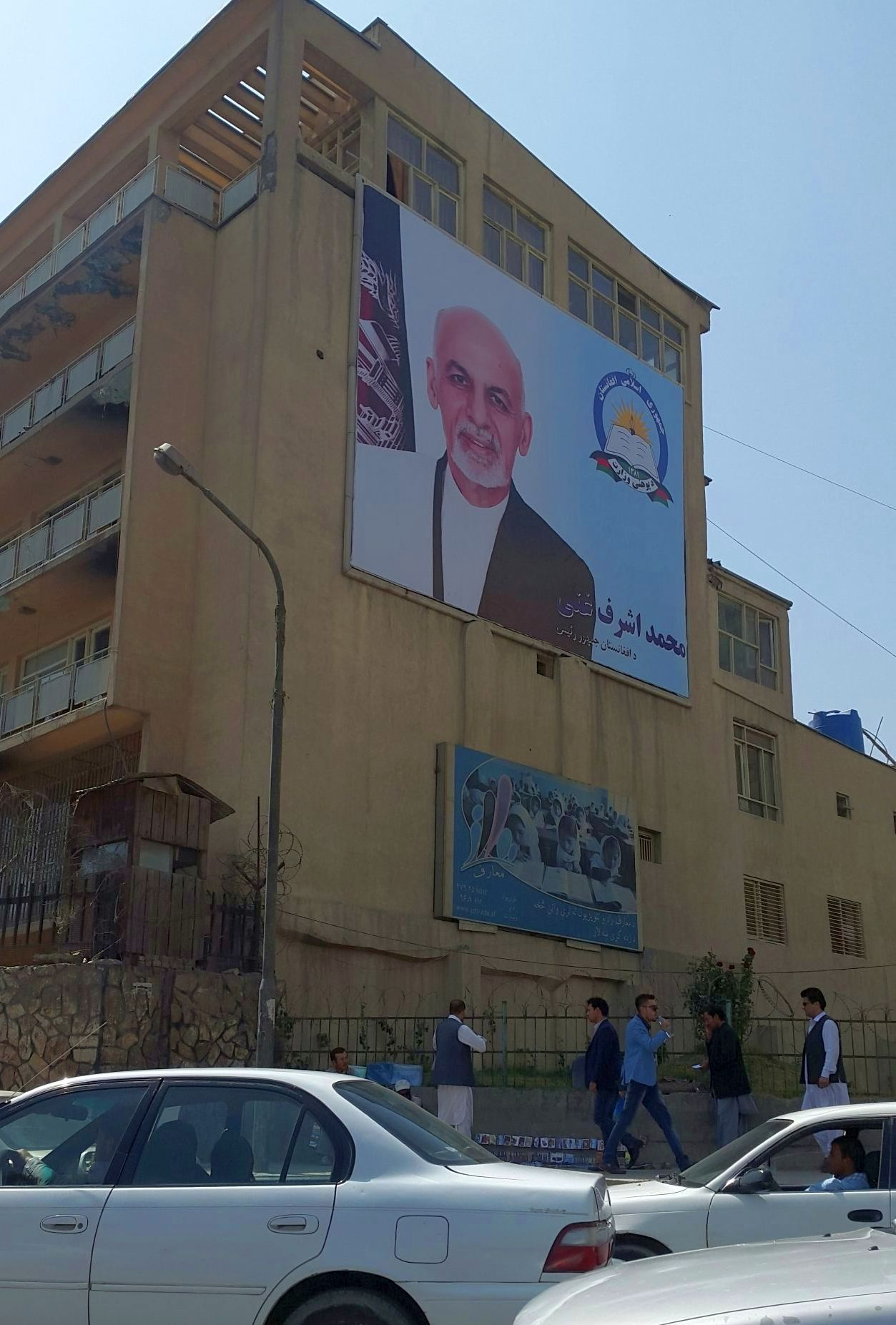
Il ritratto presidenziale di Ghani mostrato su un edificio governativo a Kabul, 2018

In un'intervista a Vice News, Ghani ha detto che il suo "cuore si spezza per i talebani". Ha inoltre affermato che "i talebani sono afghani e lui è il presidente di tutti gli afghani". Ashraf Ghani ha anche detto che è disposto a offrire passaporti afghani ai talebani e a riconoscerli come un gruppo politico legittimo in Afghanistan, come tentativo di raggiungere un accordo di pace con loro.

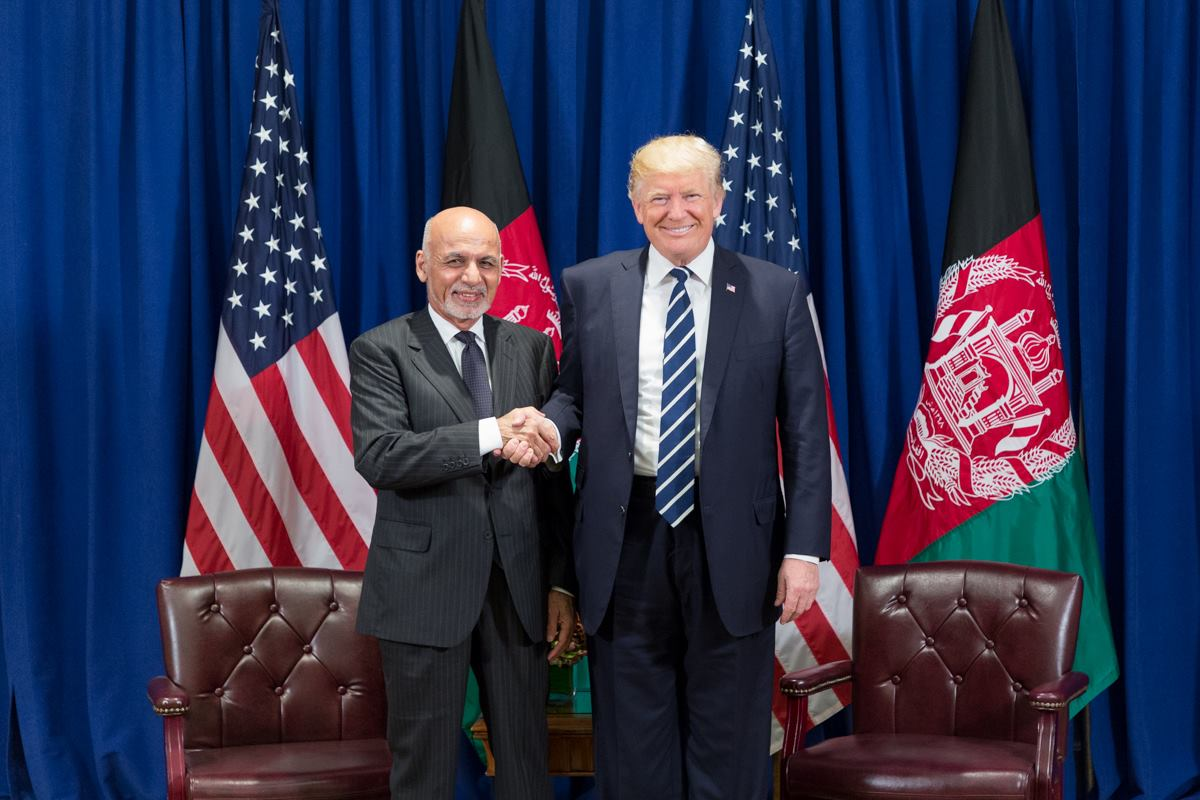
Ghani con il presidente USA Donald Trump nell'ottobre 2017

Nel marzo 2021, nel tentativo di far avanzare i colloqui di pace, Ghani ha espresso l'intenzione di convincere i talebani a sostenere nuove elezioni e consentire la formazione di un nuovo governo attraverso un processo democratico.
Ghani ha incolpato i talebani per l'attentato alla scuola di Kabul del 2021, ma il portavoce dei talebani Zabiullah Mujahid ha negato il coinvolgimento nell'attacco, in un messaggio rilasciato ai media. Molti dei residenti di Kabul hanno ritenuto Ghani responsabile dell'attacco e hanno intonato forti cori contro il governo afghano e le forze di sicurezza.

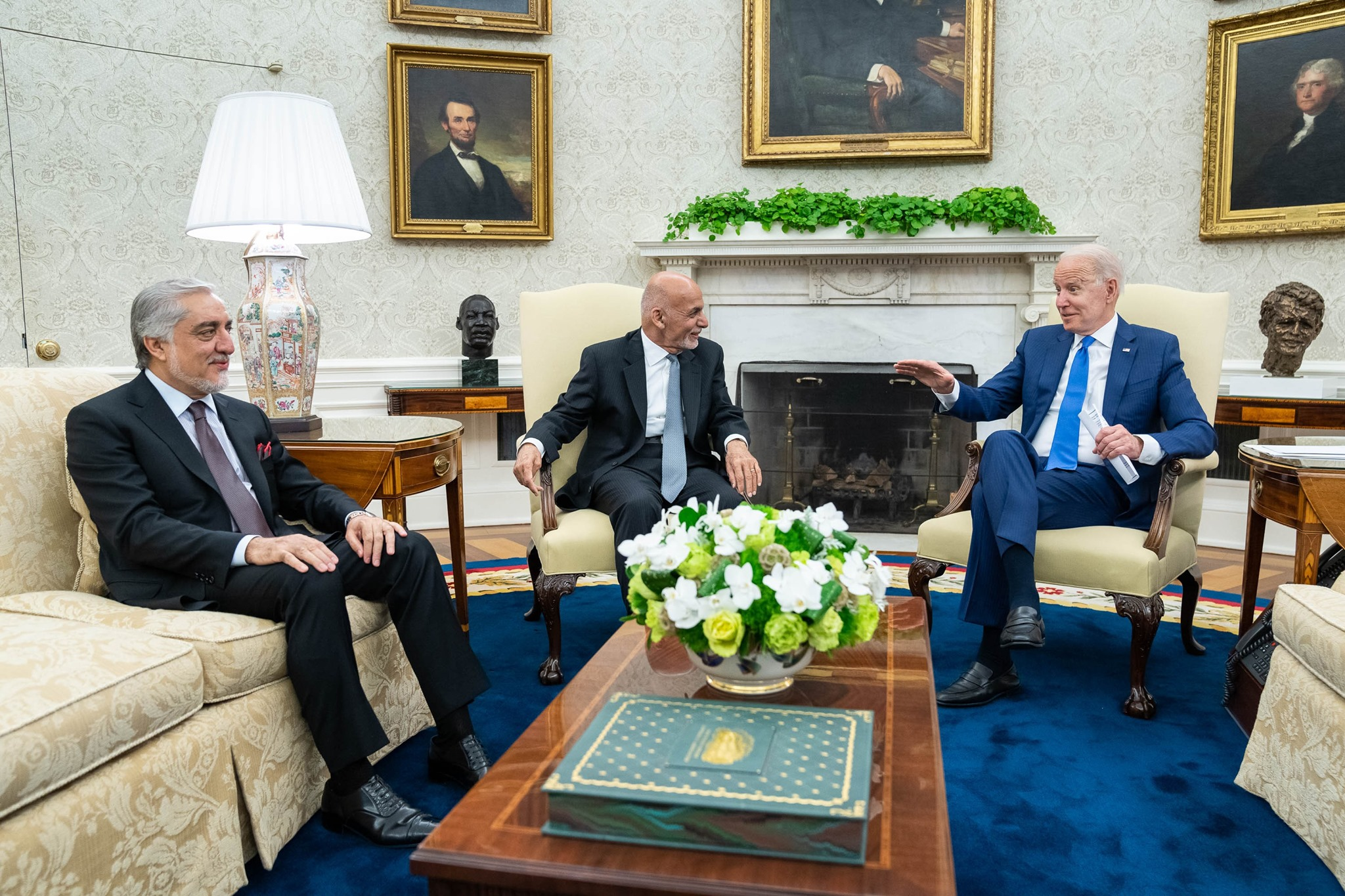
Ghani con il presidente USA Joe Biden nel 2021

Il 2 agosto 2021, Ghani ha incolpato l'improvviso ritiro delle truppe statunitensi dall'Afghanistan per l'avanzata dei talebani e ha affermato che questi ultimi non avevano tagliato i legami con le organizzazioni terroristiche e avevano intensificato gli attacchi contro le donne, cosa che i talebani hanno negato. L'11 agosto 2021 Ghani ha fatto appello ai signori della guerra locali e alle milizie private per combattere i talebani e ha anche fatto appello a una rivolta popolare contro i talebani. Lo stesso giorno, il primo ministro pakistano Imran Khan ha riferito che i talebani non avrebbero negoziato o tenuto colloqui di pace con il governo finché Ghani fosse rimasto presidente.

### Fuga dall'Afghanistan
I talebani presero il controllo dell'Afghanistan il 15 agosto e Ghani fu deposto. Quel giorno, Ghani lasciò l'Afghanistan con la moglie e due stretti collaboratori rifugiandosi in Uzbekistan mentre i talebani conquistavano Kabul. L'Arg, il palazzo presidenziale, fu preso poche ore dopo. Funzionari afghani dichiararono che Ghani aveva lasciato il palazzo presidenziale domenica mattina per recarsi all'ambasciata degli Stati Uniti. Da allora venne descritto come l'ex presidente. Un ministro del gabinetto dichiarò che Ghani era fuggito in Tagikistan, tuttavia venne poi affermato che era atterrato a Tashkent, capitale dell'Uzbekistan.
Più tardi quel giorno, Ghani ha scritto sul suo Facebook che pensava che fosse meglio per lui andarsene per evitare spargimenti di sangue e ha invitato i talebani a proteggere i civili e ha detto che i talebani ora affrontano una "prova storica". Il 18 agosto 2021, gli Emirati Arabi Uniti hanno riconosciuto che Ghani e la sua famiglia si trovavano in quel paese per "considerazioni umanitarie". Gli è stato concesso il soggiorno dal governo per motivi umanitari.
Il 17 agosto, i talebani dichiararono che stavano lavorando attivamente per formare un governo che sarebbe stato annunciato nei prossimi giorni. Lo stesso giorno, il primo vicepresidente Amrullah Saleh affermò di essere presidente ad interim, sostenendo che se il presidente è assente, fugge, si dimette o muore, il primo vicepresidente diventa presidente ad interim. In un discorso registrato il 18 agosto dagli Emirati Arabi Uniti, Ghani disse di essere fuggito per evitare di essere impiccato, e promise di tornare in Afghanistan.
L'ex deputato Elay Ershad, che aveva lavorato come portavoce di Ghani, è stato feroce nelle critiche. Ha detto che era "senza coraggio" per essere fuggito dal paese. L'ambasciatore dell'Afghanistan in Tagikistan, Mohammad Zahir Aghbar, ha dichiarato che l'Interpol dovrebbe arrestare Ghani per appropriazione indebita di fondi pubblici. L'ambasciata russa a Kabul ha affermato che Ghani è fuggito con "quattro auto e un elicottero" pieni di contanti e ha dovuto lasciare un po' di denaro perché non tutto c'era stato. Ashraf Ghani, parlando il 18 agosto 2021 negli Emirati Arabi Uniti, ha dichiarato che le accuse sono infondate Fino ad oggi, nessuna prova dell'accusa è stata presentata. Un ex alto funzionario ha dichiarato che Ghani se n'è andato in fretta e furia. Ha detto: "È andato a Termez in Uzbekistan, dove ha trascorso una notte e poi da lì negli Emirati Arabi Uniti. Non c'erano soldi con lui. Aveva letteralmente solo i vestiti che indossava".
L'8 settembre 2021, Ghani ha pubblicato un video in cui si scusava con il popolo afghano e ripeteva di essere partito per evitare "sanguinosi combattimenti per strada". Ha anche negato con forza di aver rubato denaro dal paese quando è fuggito. Ghani ha detto che "lasciare Kabul è stata la decisione più difficile della mia vita, ma credevo che fosse l'unico modo per mantenere le armi in silenzio e salvare Kabul e i suoi 6 milioni di cittadini".

Il 15 febbraio 2022 le Nazioni Unite hanno rimosso il nome di Ghani dalla lista dei capi di Stato. Nel maggio 2022, l'ispettore generale speciale per la ricostruzione dell'Afghanistan (SIGAR) ha pubblicato un rapporto sul crollo dell'esercito nazionale afghano (ANA) e del governo afghano. Il SIGAR ha descritto Ghani come un "presidente paranoico... paura dei suoi stessi compatrioti" e che molti dei licenziamenti di Ghani di alti generali militari "hanno minato il morale" dell'ANA. Il rapporto SIGAR ha anche riferito che Ghani temeva che gli Stati Uniti stessero "tramando un colpo di stato" contro di lui.
Il 9 agosto 2022 il SIGAR ha pubblicato un rapporto sulle indagini sulla fuga di Ghani da Kabul. Il rapporto non ha potuto corroborare l'affermazione dell'ambasciata russa secondo cui è fuggito con borse di milioni di dollari, ma ha aggiunto: è "improbabile che sia vero" che lui e i suoi aiutanti "siano riusciti a mettere in valigia decine di milioni in contanti", citando difficoltà nel trasporto veicolare, nel carico degli elicotteri e nel breve periodo di tempo. Nell'anniversario della sua partenza, Ghani ha commentato:
Ha respinto ancora una volta la notizia dei milioni di contanti portati via in elicottero, citando un rapporto SIGAR del giugno 2022 che ha rilevato che l'importo di cui si vociferava sarebbe stato difficile da nascondere: "Sarebbe un po' più grande di un divano americano standard a tre posti. Questo blocco avrebbe pesato quasi due tonnellate. Gli elicotteri Mi-17 su cui il gruppo ha volato non hanno stive separate. Pertanto, tutto il carico sarebbe stato visibile in cabina accanto ai passeggeri".
Molte persone contrappongono il presidente ucraino Volodymyr Zelenskyy - che ha promesso di non fuggire dall'Ucraina a causa dell'invasione russa in corso - al presidente Ghani e alla sua decisione di fuggire dall'Afghanistan.

## Vita privata

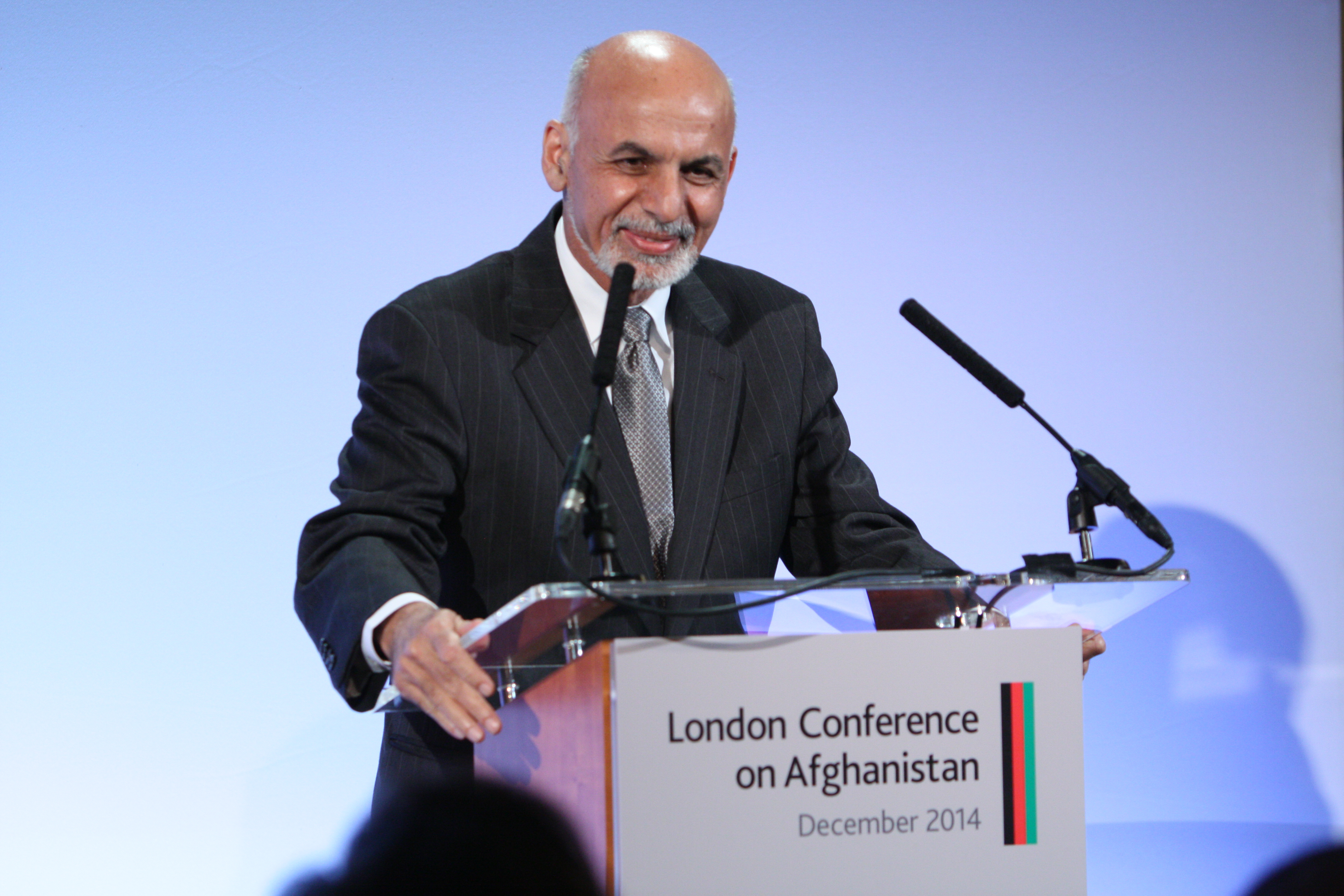
Il presidente Ghani ad una conferenza nel 2014

Ashraf Ghani è sposato con Rula Saade, nata in una famiglia cristiana libanese. La coppia si sposò dopo essersi incontrati durante i loro studi all'Università Americana di Beirut, in Libano, negli anni '70. Alla fine si stabilirono negli Stati Uniti e ottennero la cittadinanza statunitense. Tuttavia, Ghani ha rinunciato alla cittadinanza statunitense nel 2009 per potersi candidare alle elezioni afghane.
Ashraf e Rula Ghani hanno due figli: una figlia, Mariam, un'artista visiva di Brooklyn, e un figlio, Tarek, che è stato consigliere per la sicurezza nazionale e la politica estera del candidato presidenziale del 2020, Pete Buttigieg. Entrambi sono nati negli Stati Uniti e hanno la cittadinanza e i passaporti statunitensi. Con una mossa insolita per un politico in Afghanistan, Ghani alla sua inaugurazione presidenziale nel 2014 ha ringraziato pubblicamente sua moglie, riconoscendola con un nome afghano, Bibi Gul. "Voglio ringraziare la mia compagna, Bibi Gul, per aver sostenuto me e l'Afghanistan", ha detto. "Ha sempre sostenuto le donne afghane e spero che continui a farlo".
Ashraf Ghani possiede anche 200 acri di terra nell'area di Surkhab nella provincia di Logar. Abdul Baqi Ahmadzai, che è vicino ad Ashraf Ghani, sostiene che Ashraf Ghani ha ereditato molta terra da suo padre. Tuttavia, Ashraf Ghani ha acquistato questi 200 acri di terra separatamente nella provincia di Logar.
Ghani ha perso la maggior parte del suo stomaco dopo aver sviluppato il cancro negli anni '90. Si dice che Ghani si svegli ogni mattina prima delle cinque e legga per due o tre ore.
È il fratello maggiore di Hashmat Ghani Ahmadzai, un politico afghano che è il capo del Gran Consiglio dei Kuchi. A differenza di suo fratello, Hashmat Ghani non ha lasciato l'Afghanistan. Quando è stato intervistato, ha detto: "Se dovessi fuggire, cosa ne sarebbe del mio popolo, della mia tribù? Le mie radici sono qui, che tipo di messaggio manderei se fuggissi e lasciassi la mia gente nel momento del bisogno?".